# Vitória (Insel)
Vitória ist die Hauptinsel eines Archipels in der Südostregion von Brasilien. Sie befindet sich im Bundesstaat Espírito Santo. Die gleichnamige Hauptstadt Vitória des Bundesstaates befindet sich auf der Insel. Der Archipel weist eine Fläche von ca. 89 km² und eine Bevölkerung von ca. 359.000 Einwohnern (Stand 2015) auf.
Auf der Insel befindet sich der Parque Estadual da Fonte Grande (Staatspark im Stadtteil Fonte Grande), der Parque Gruta da Onça (Jaguarhöhlenpark), die Reserva Ecológica Municipal da Pedra dos Dois Olhos (Städtisches Umweltschutzgebiet Zweiaugenstein) und der Parque Municipal de Tabuazeiro.